# Gispen (bedrijf)

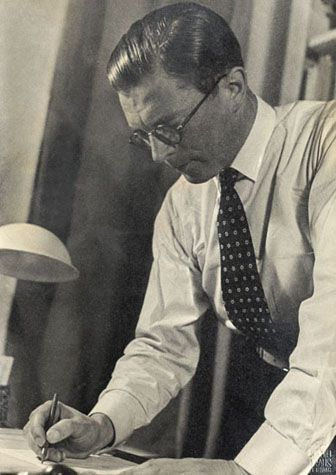
Willem Hendrik Gispen

Gispen is een fabrikant van designmeubilair, in 1916 opgericht door industrieel ontwerper Willem Hendrik Gispen (1890-1981) te Rotterdam en sinds 1934 gevestigd in Culemborg.

## Geschiedenis
De Kunstsmederij W.H. Gispen & Co werd in september 1916 geopend in de Coolsestraat te Rotterdam als voortzetting van een al bestaande smederij. Het bedrijf werd in 1919 omgezet in de N.V. Gispen's Fabriek voor Metaalbewerking. Geïnspireerd door de Engelse arts-and-craftsbeweging maakte Gispen in 1924 naam door de vervaardiging van lichtarmaturen (waaronder zes smeedijzeren kroonluchters) voor de nieuwe Waalse kerk in Rotterdam. Daarnaast was het bedrijf betrokken bij de inrichting van het toenmalige Unilevergebouw in het Museumpark, de Van Nellefabriek, het Stadhuis van Rotterdam en het Huis Sonneveld. In 1934 verhuisde het bedrijf van Rotterdam naar Culemborg.

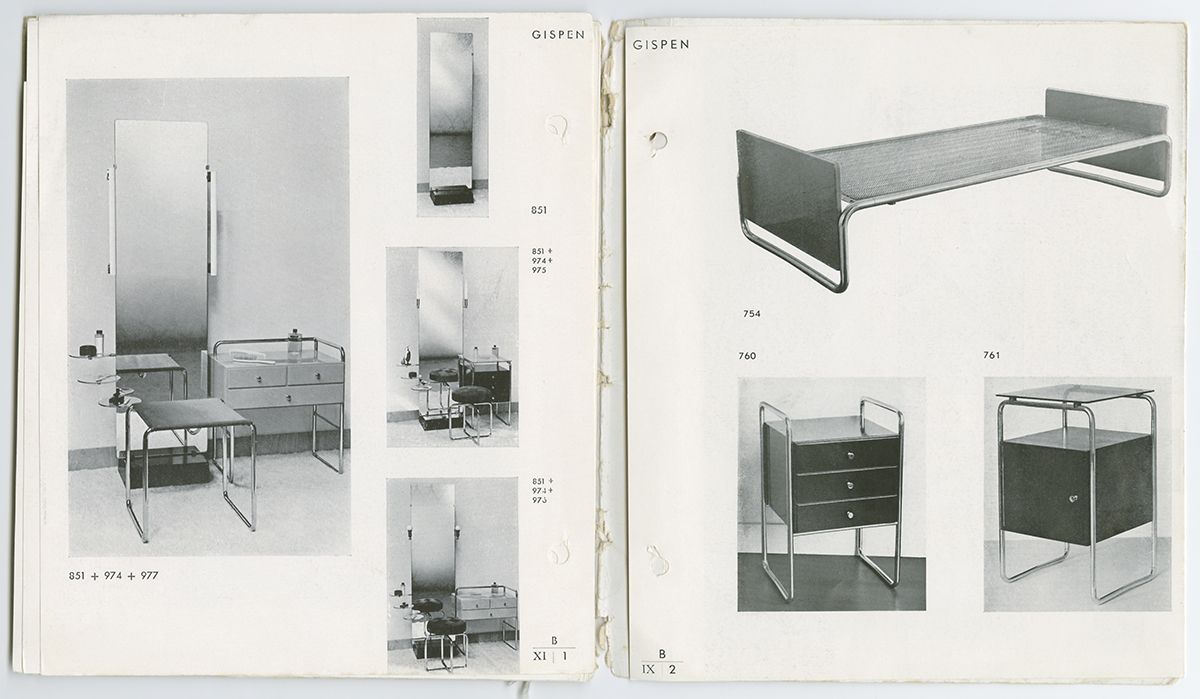
Gispen-catalogus 1933-1934

Ondertussen had Gispen in 1927 een aantal lampen ingezonden voor de tentoonstelling Die Wohnung van de Deutsche Werkbund in Stuttgart, waardoor ook het buitenland belangstelling voor zijn ontwerpen begon te krijgen. In 1929 startte hij de serieproductie van lampen en woningmeubelen. Het bekendste product is het stalen buismeubilair, vaak met bakelieten armleggers, uit de jaren dertig. De stijl van deze meubels geldt als een voorbeeld van nieuwe zakelijkheid, functionalisme en rationalisme in de architectuur, in navolging van het strakke modernisme van Bauhaus en als reactie op de als achterhaald beschouwde uitgangspunten en vormgeving van jugendstil en expressionisme. 
Niettemin is Gispens grootste klassieker een fauteuil met sierlijke lijnen, het model 412 dat door de architect Mart Stam als "verwekelijkt' en "snobistisch" was bestempeld, maar een bestseller werd die in productie bleef van 1934 tot 1966. Een ander goed verkocht model, ook nog lang na de oorlog, was de 'slaapstoel' 404, die als 'deckchair' deel uitmaakte van het meubilair dat Gispen in 1936-1938 ontwierp voor het passagiersschip Nieuw Amsterdam van de Holland-Amerika Lijn. Op initiatief van zakelijk directeur Wim van Osselen maakte het bedrijf in de jaren dertig ook series kantoormeubelen die als Stalachrome op de markt werden gebracht, omdat Willem Gispen er zijn naam niet aan wilde verbinden.   
Na de Tweede Wereldoorlog was André Cordemeyer een belangrijke ontwerper bij Gispen. Hij gebruikte diverse kunststoffen zoals glasvezel en gewapend polyester, en ontwierp kuipstoelen die onder namen als Beter Zitten en Stratus werden uitgebracht. Vanaf 1971, toen W.H. Gispen zich uit het bedrijf terugtrok, richt het zich vooral op kantoorinrichting. Sinds 2008 is Richard Hutten creatief directeur. Aan het bedrijf is een klein museum verbonden, beheerd door de Stichting Gispen Collectie. Het historische archief van Gispen bevindt zich in het Nederlands Architectuurinstituut. 
Veel modellen die zijn ontworpen door Willem Hendrik Gispen worden nog steeds door andere bedrijven vervaardigd. 

## Gispen-ontwerpen

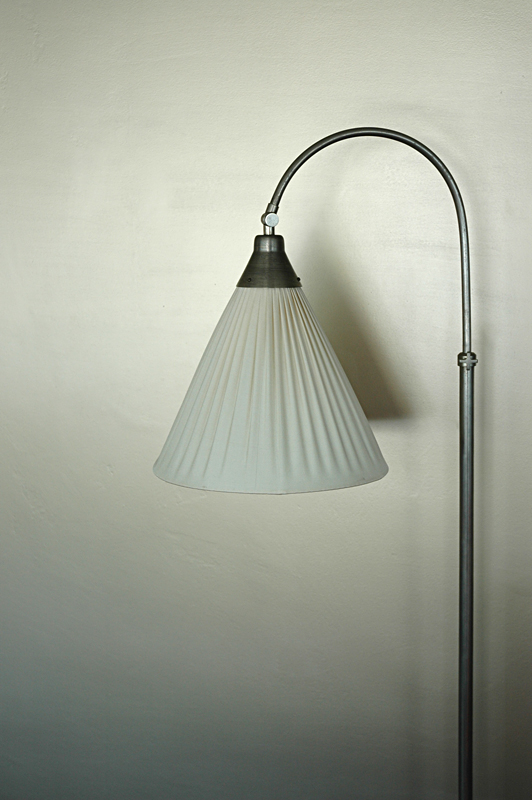
Staande lamp Giso 451 (1929)
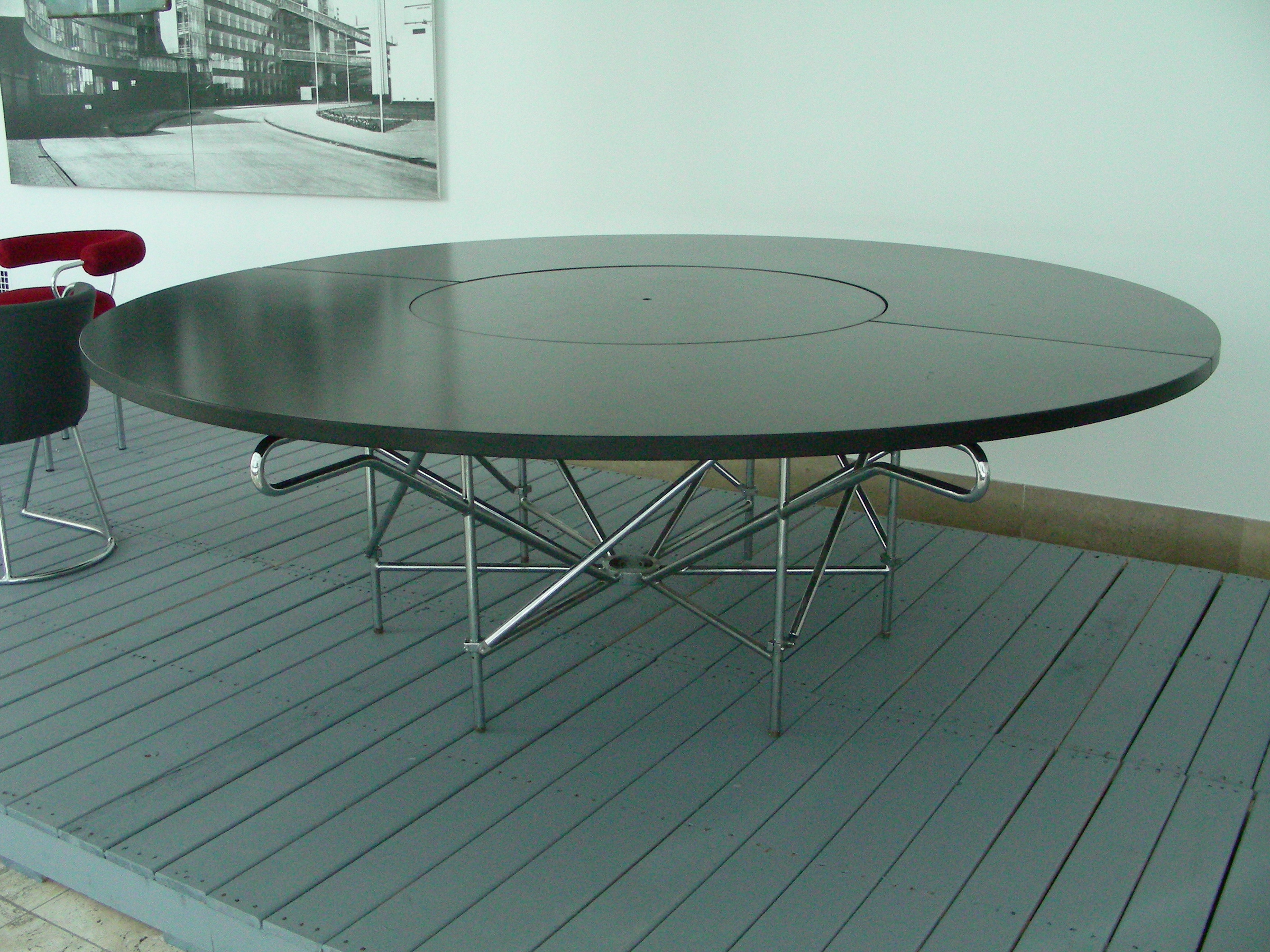
Directietafel Gispen (1930)
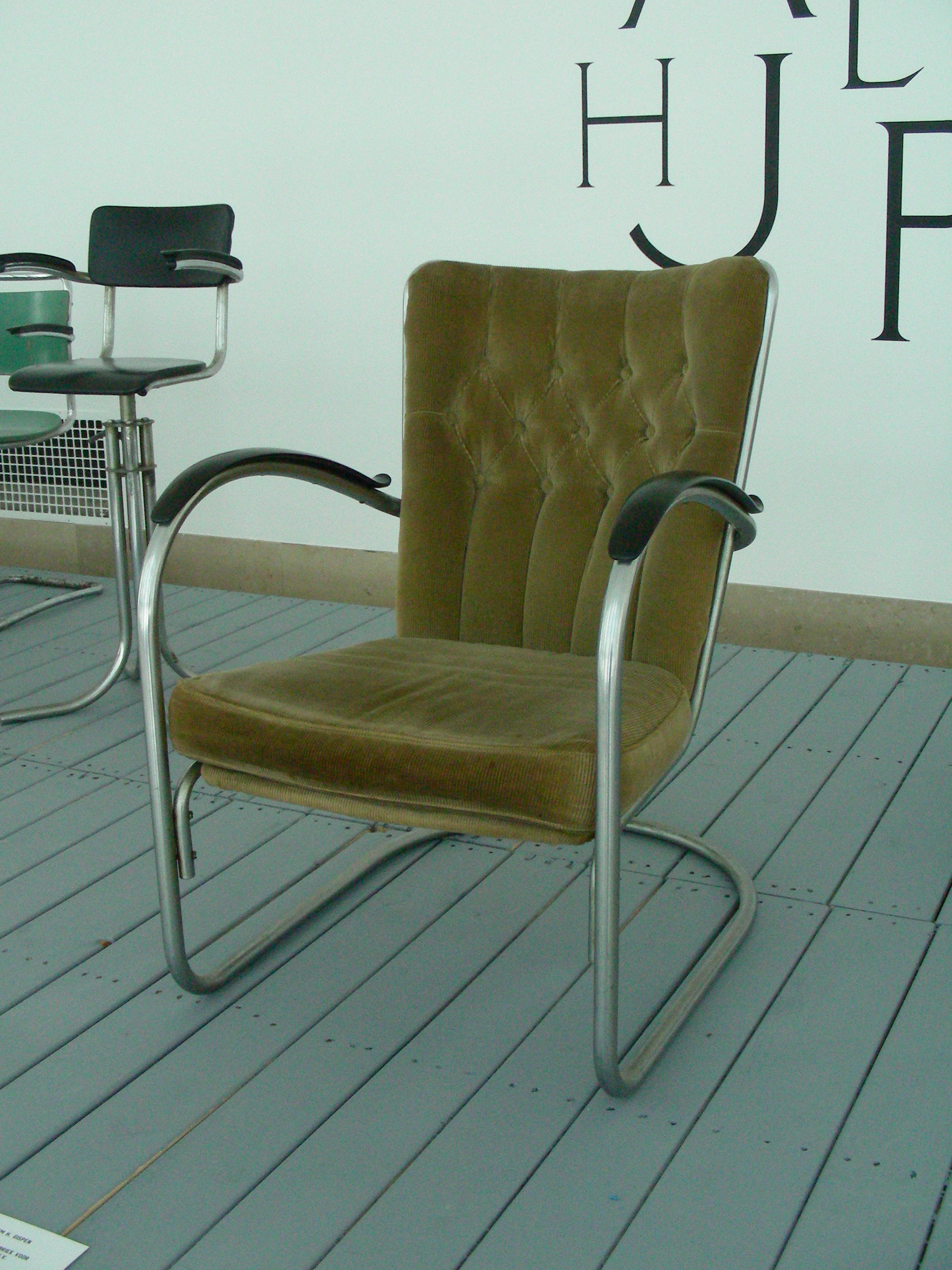
Fauteuil Gispen, model 412, bruin ribfluweel (1934)
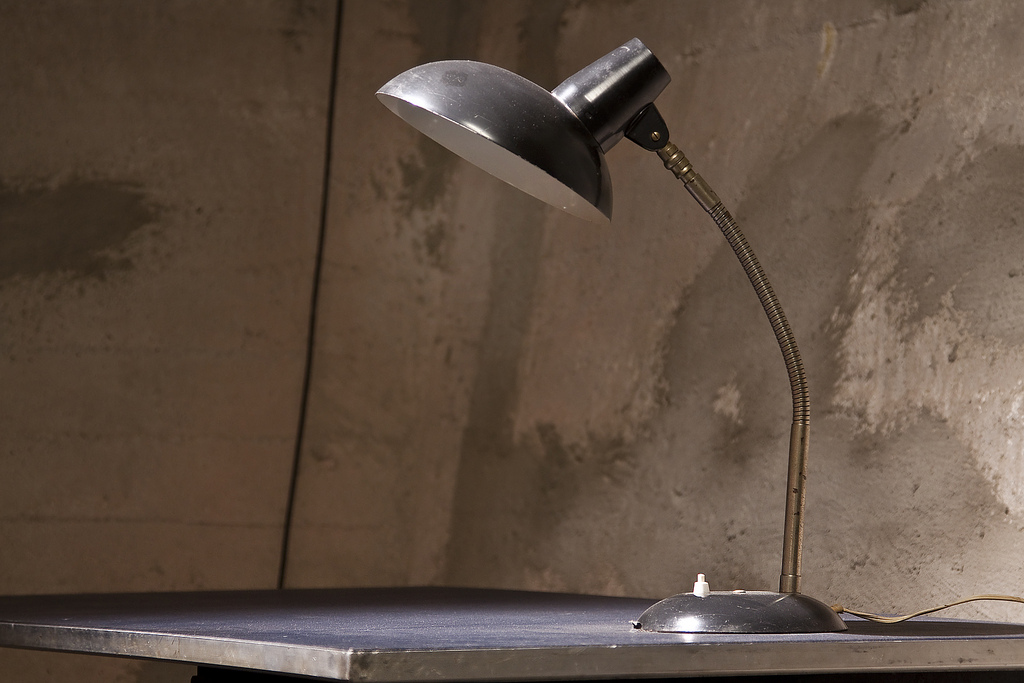
Bureaulamp Giso 431 (1935)
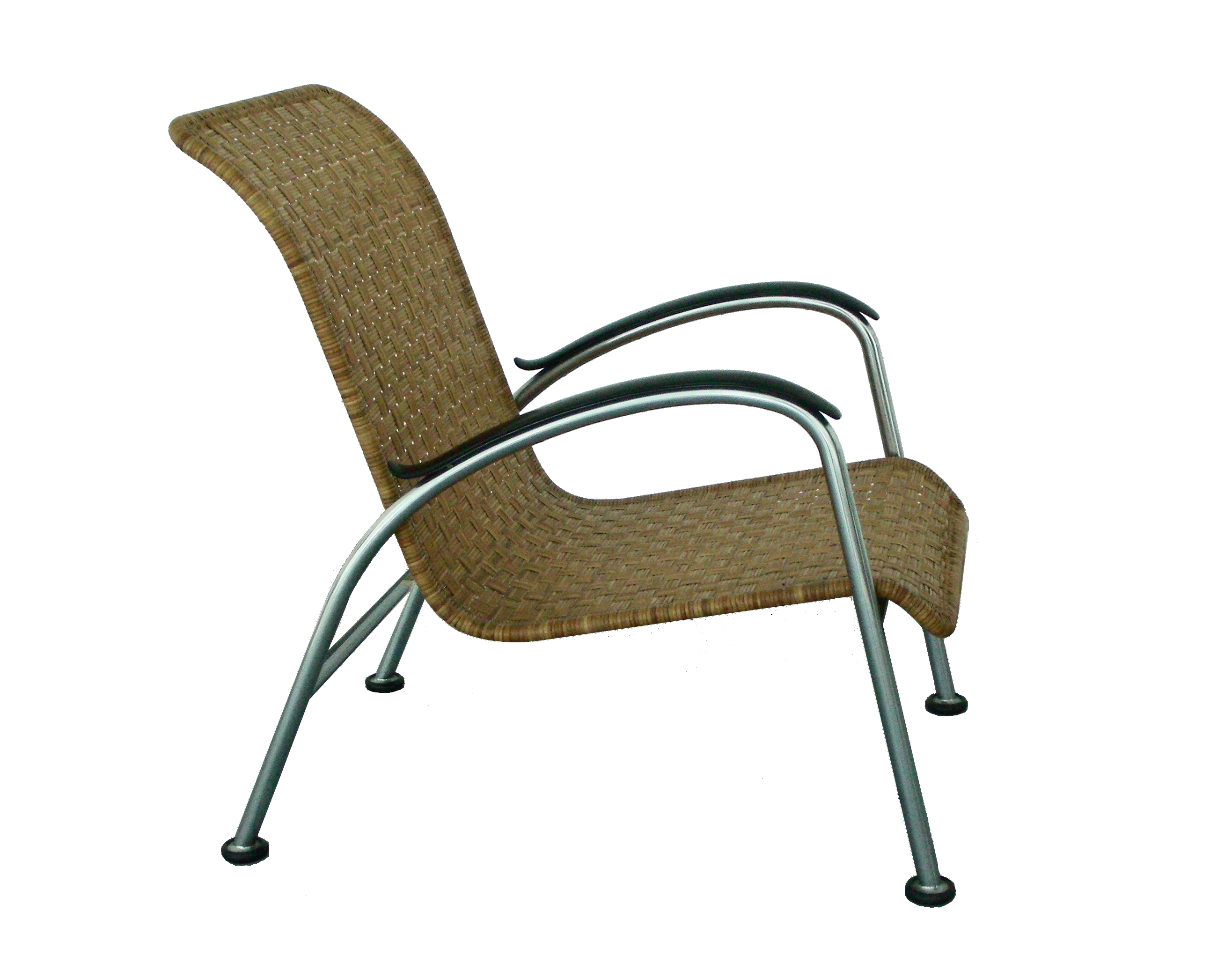
Slaapstoel Gispen, model 404 (1936)
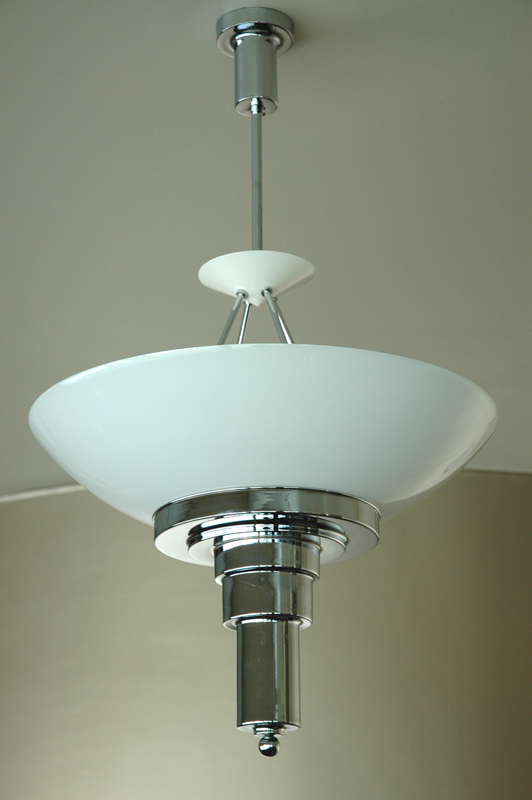
Plafondlamp Giso 263 (1936)
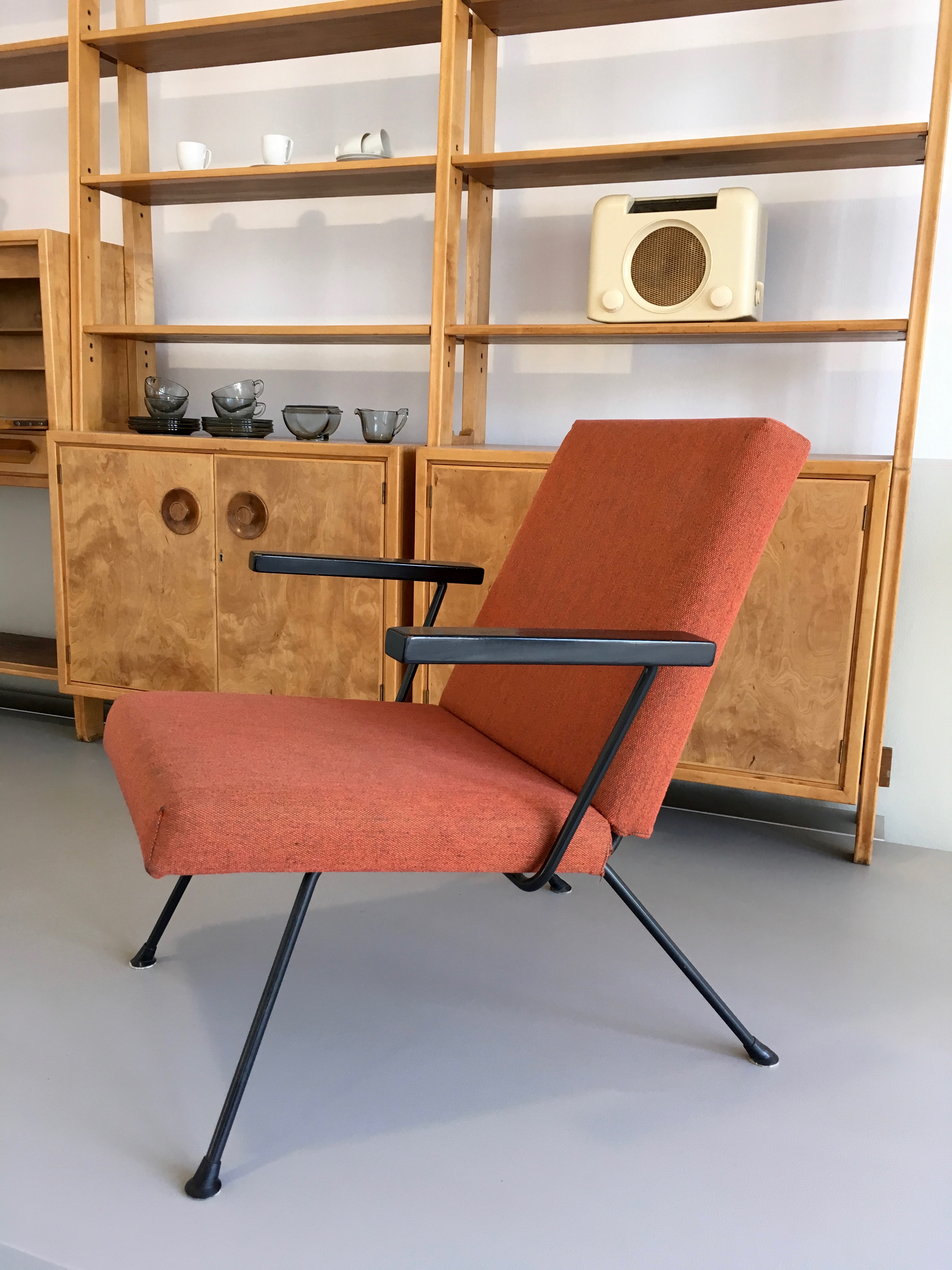
Gispen fauteuil 1409 van André Cordemeyer (1959)
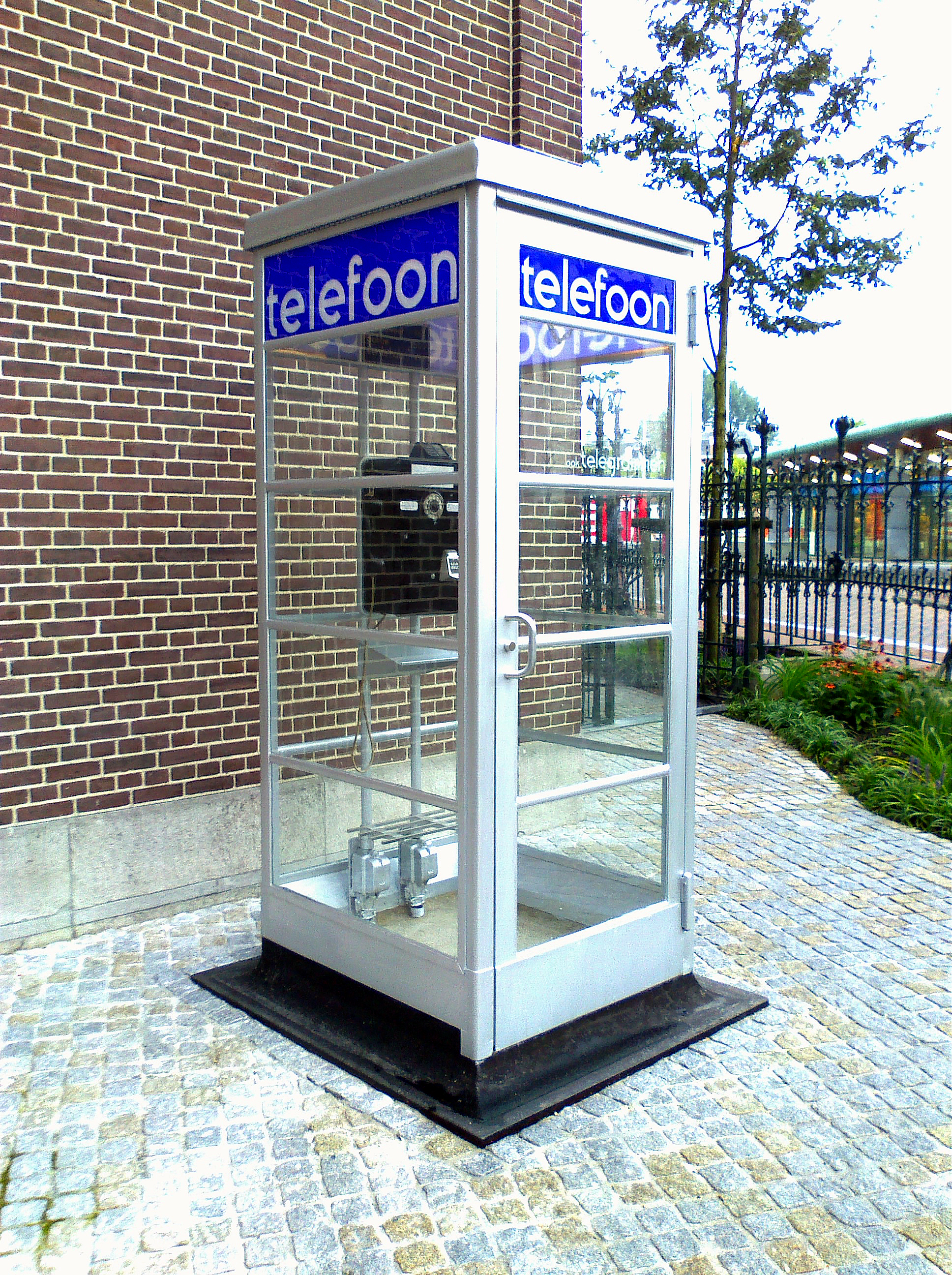
Gispen bouwde vanaf 1933 de PTT-telefooncellen van Brinkman &  Van der Vlugt